# Ейнслі Мейтленд-Найлз
Ейнслі Мейтленд-Найлз (англ. Ainsley Maitland-Niles, нар. 29 серпня 1997, Лондон) — англійський футболіст ямайського походження, півзахисник клубу «Олімпік» з Ліону.

## Клубна кар'єра
Народився 29 серпня 1997 року в місті Лондон. Вихованець футбольної школи клубу «Арсенал», він пройшов через усі вікові категорії «канонірів».

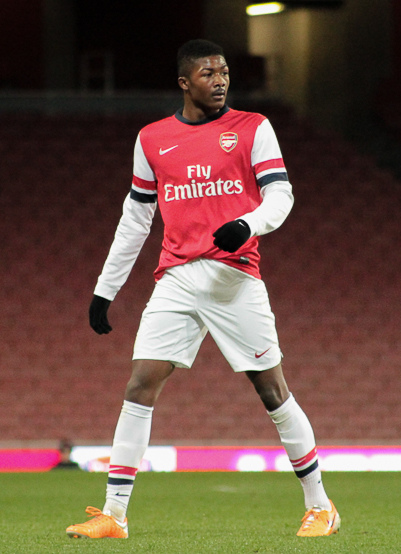
Ейнслі Мейтленд-Найлз під час виступів за «Арсенал». 2014 рік.

Його дебют у першій команді відбувся 9 грудня 2014 року, він відіграв 45 хвилин у матчі Ліги чемпіонів з «Галатасараєм» і з віком 17 років і 102 дні став другим після Джека Вілшира наймолодшим гравцем «канонірів», який коли-небудь грав в цьому турнірі. Через чотири дні він зробив свій дебют у Прем'єр-лізі, замінивши Алекса Окслейда-Чемберлена в додатковий час матчі з «Ньюкасл Юнайтед» (4:1). Ці два матчі так і залишились єдиними для Ейнслі у тому сезоні, а наступний він провів на правах оренди у клубі Чемпіоншипу «Іпсвіч Таун», де був основним гравцем команди.
Після повернення до «Арсеналу» поступово став залучатись до матчів першої команди і 2017 року виграв перший трофей з клубом — Суперкубок Англії, втім на поле в тому матчі не виходив залишившись у запасі. 12 червня 2018 року він підписав новий довгостроковий контракт з «Арсеналом». Станом на 3 травня 2021 року відіграв за «канонірів» 64 матчі в національному чемпіонаті.
1 лютого 2021 на правах оренди до кінця сезону перейшов до клубу «Вест-Бромвіч Альбіон». 7 лютого дебютував за нову команду у грі проти «Тоттенгем Готспур», яка завершилася поразкою «дроздів» з рахунком 0:2. До кінця сезону взяв участь у 15 матчах команди в АПЛ, в основному виходячи на поле як центральний півзахисник, що проте не допомогло «Вест Брому» зберегти прописку в турнірі: клуб за підсумками сезону посів 19 місце в турнірній таблиці, а Мейтенд-Найлз повернувся до «Арсеналу».
Повернувшись з оренди, Мейтленд-Найлз знову не зумів закріпитись в основі «канонірів» і в першій частині сезону 2021/22 він зіграв лише 8 матчів у Прем'єр-лізі і ще 3 гри у Кубку ліги, тому 7 січня 2022 року оголошено його перехід на правах оренди до італійської «Роми». Він дебютував за «вовків» через два дні, 9 січня, вийшовши у на стартовому складі гри чемпіонату проти «Ювентусу» (3:4). Загалом до кінця сезону англієць провів 8 ігор у Серії А, один матч у кубку, а також тричі виходив на поле у матчах дебютного розіграшу Ліги конференцій і допоміг римлянам стати володарем трофею.

## Виступи за збірні
2014 року дебютував у складі юнацької збірної Англії, взяв участь у 18 іграх на юнацькому рівні, відзначившись 3 забитими голами. Зі збірною до 19 років Мейтленд-Найлз став півфіналістом юнацького чемпіонату Європи 2016 року.
Цей результат дозволив Ейнслі з командою зіграти на молодіжному чемпіонаті світу 2017 року, де англійці здобули золоті нагороди. Всього на молодіжному рівні зіграв у 20 офіційних матчах, забив 1 гол.
8 вересня у матчі проти Данії (0:0) дебютував у складі національної збірної Англії.

## Статистика виступів

### Статистика клубних виступів
| Сезон               | Команда             | Чемпіонат           | Чемпіонат | Чемпіонат | Національний кубок | Національний кубок | Національний кубок | Континентальні кубки | Континентальні кубки | Континентальні кубки | Інші змагання | Інші змагання | Інші змагання | Усього | Усього | Усього |
| Сезон               | Команда             | Ліга                | Ігор      | Голів     | Ліга               | Ігор               | Голів              | Ліга                 | Ігор                 | Голів                | Ліга          | Ігор          | Голів         | Ігор   | Голів  |        |
| ------------------- | ------------------- | ------------------- | --------- | --------- | ------------------ | ------------------ | ------------------ | -------------------- | -------------------- | -------------------- | ------------- | ------------- | ------------- | ------ | ------ | ------ |
| 2014–15             | «Арсенал»           | ПЛ                  | 1         | 0         | КА+КЛ              | 1+0                | 0                  | ЛЧ                   | 1                    | 0                    | -             | -             | -             | 3      | 0      |        |
| 2015–16             | «Іпсвіч Таун»       | Ч (ІІ)              | 30        | 1         | КА+КЛ              | 2+0                | 1+0                | -                    | -                    | -                    | -             | -             | -             | 32     | 2      |        |
| 2016–17             | «Арсенал»           | ПЛ                  | 1         | 0         | КА+КЛ              | 3+3                | 0                  | ЛЧ                   | 0                    | 0                    | -             | -             | -             | 7      | 0      |        |
| 2017–18             | «Арсенал»           | ПЛ                  | 14        | 0         | КА+КЛ              | 1+3                | 0                  | ЛЄ                   | 9                    | 0                    | СА            | 0             | 0             | 27     | 0      |        |
| Усього за «Арсенал» | Усього за «Арсенал» | Усього за «Арсенал» | 16        | 0         |                    | 11                 | 0                  |                      | 10                   | 0                    |               | 0             | 0             | 37     | 0      |        |
| Усього за кар'єру   | Усього за кар'єру   | Усього за кар'єру   | 46        | 1         |                    | 13                 | 1                  |                      | 10                   | 0                    |               | 0             | 0             | 69     | 2      |        |